# Dorfkirche Döllstedt

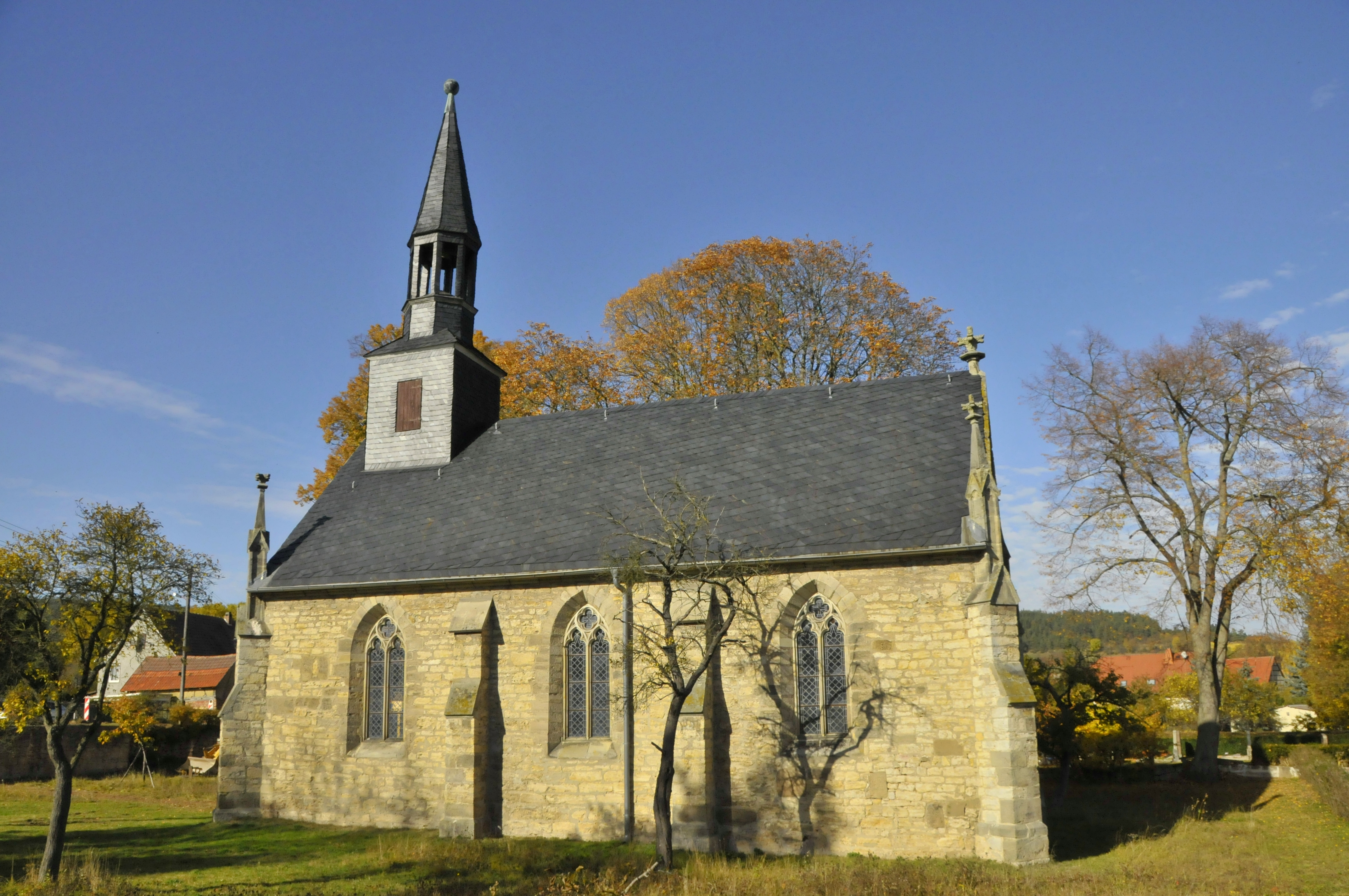
Die Kirche

Die evangelische Dorfkirche Döllstedt steht im Ortsteil Döllstedt der Stadt Stadtilm im Ilm-Kreis in Thüringen. Sie gehört zum Pfarramt Gräfinau-Angstedt im Kirchenkreis Arnstadt-Ilmenau der Evangelischen Kirche in Mitteldeutschland.

## Geschichte
In Döllstedt befindet sich eine evangelische Filialkirche des Kirchspiels Griesheim.
Die Kirche wurde 1870 auf den Grundmauern eines Vorgängerbaus errichtet. Auf der Westseite des Daches steht ein verschieferter Dachreiter.
1771 wurden die Dörfer Nahwinden und Döllstedt zu einer Kirchgemeinde zusammengefasst.

## Trivia
Als die Bauern aus Döllstedt und Großliebringen um 1900 den Bau einer Molkerei beschlossen, war der für die Orte Döllstedt, Großliebringen, Kleinliebringen und Nahwinden zuständige Pfarrer Fabig Hauptinitiator zur Gründung einer Molkerei-Genossenschaft.
Bauern dieser und weiterer Dörfer bis nach Großbreitenbach traten der Vereinigung als Milchlieferanten bei.